# Хрустовая
Хрустовая (укр. Хрустова, рум. Hristovaia), — село, центр Хрустовского сельсовета Каменского района непризнанной Приднестровской Молдавской Республики. Расположено в северной части района в долине реки Каменка в 10 км от районного
центра. Село находится в глубокой долине, защищенной от ветров.
Конфигурация села линейная с многорядной застройкой. Основной планировочной осью является долина реки Каменка. Улицы поднимаются по склонам долины и в глубь боковых оврагов. Растянутость села более чем на 5 км осложняет транспортную доступность социально-бытовых объектов, расположенных в центре, жителям, проживающим на его окраинах.
Хрустовая — самое крупное сельское поселение Каменского района ПМР. В 1959 г. в нём проживали 3326 жителей, в 1970 г. — 3212, в 2004 г. — 2502, а в 2008 г. — 2388 жителей. В селе сложилась неблагоприятная демографическая ситуация — рождаемость снижается, смертность растёт, увеличивается отток молодёжи в города и за пределы Приднестровья, увеличивается доля пенсионеров. В основном селяне исповедуют православие. На территории села работают МОУ «Хрустовская Школа-детский сад», филиал Каменской школы искусств, Дом культуры, библиотека, сельская врачебная амбулатория, ветеринарный участок, магазины. Открыт Дом-музей Я. А. Кучерова.

## Происхождение названия села
Существуют две версии происхождения топонима. По одной из них, село получило своё название от крестообразно расположенных гор и называлось — Христова. Другие полагают, что в древности на окружающих лесистых горных склонах накапливалось много хвороста, а на польском наречии это звучит как «chrust», отчего село получило название Хрустова. Ныне на окружающих село горах лесов нет, но старики утверждали, что здесь было довольно много леса и народ строил себе деревянные дома, а из хвороста плели стены в домах и сараях. В селе было развито плетение из лозы и гончарное производство.

## История
Постоянное поселение на месте современного села возникло ещё в начале XVIII века. В этот период был построен первый православный храм. Хрустовая размещается на старинном подольском торговом шляхе, ведущем из Рашкова и Каменки на Тульчин. Село было разорено после неудачной для России русско-турецкой войны 1735—1739 гг. Повторно оно упоминается в документах 1769 года. До 1789 г. село принадлежало польским магнатам Любомирским, от которых в 1779 г. поступило в казённое ведомство, а затем перешло графу Ягушинскому. С приходом в Подолье российской администрации в село активно заселялись русские семьи из центральных губерний, с Волги и Дона.
В 1811 г. Хрустовую купил коллежский советник Пётр Христофорович Юшневский, а с 1825 г. владельцем села стал его сын камер-юнкер Семён Петрович Юшневский — брат декабриста Алексея Петровича Юшневского. Наследники С. П. Юшневского владели землями до революции. Жители занимались земледелием, особенно много сеяли кукурузы, держали рогатый скот и овец, получали значительные доходы от огородов, фруктовых садов и пчеловодства. Первый храм в селе во имя Св. Архистратига Михаила был деревянный, неизвестно когда построенный. Его разобрали в 1855 году. Ещё в 1804 г. граф С. Ягушинский имел намерение построить новый храм во имя Св. Сергея Радонежского, но намерение это не осуществилось. В 1839 г. крестьяне заложили новую каменную церковь, она была возведена до верхнего карниза, но из-за недостатка средств строительство прекратили. Строительство закончил владелец села С. П. Юшневский в 1852 г., а в 1853 г. церковь освятили в честь Рождества Христова. Храм этот и ныне стоит на горе, окружённый громадными глыбами песчаника, господствуя над всем селом.
В 1888 г. в селе была открыта церковно-приходская школа. В 1892 г. в Хрустовой проживало 2570 православных прихожан, 14 лютеран и 82 иудея.
В 1897 г. построена школа грамоты для девочек. Известно, что к 1901 г. в селе уже было и училище Министерства народного просвещения. В 1913 г. в Хрустовой открылась земская школа.
Село специализировалось на товарном виноградарстве, табаководстве, садоводстве, огородничестве, скотоводстве, свиноводстве, коневодстве, овцеводстве, пчеловодстве. В окрестностях села располагаются обширные лесные угодья. В пореформенный период в Хрустовой строятся первые паровые мельницы, винокуренные заводы, сахарный завод, лесопилки. В центре и в других частях села Юшневские возвели усадебные строения, большинство из которых сохранились и по сей день.
После революции произошёл стихийный захват помещичьих земель. 10 января 1918 г. Ольгопольская уездная земская управа писала начальнику Юго-западного фронта о том, что крестьяне Каменки, Грушки, Хрустовой, Болган «…продолжают разгром имений все более и более. Агитаторы-большевики бунтуют крестьян и организуют погромы экономий… Земельные комитеты воспрещают покупку скота в разграбленных имениях. Если не будет немедленно прислана вооружённая охрана из сознательных солдат в количестве 200 человек, то придется прекратить заготовку скота и фуража для фронта».
К середине марта 1918 г. германские и австро-венгерские войска оккупировали Левобережье Днестра. Земли возвращались прежним хозяевам. Кроме того, крестьян обязывали возмещать убытки, понесённые помещиками, вследствие раздела их имений. Помещик Юшневский за конфискованное у него во время революции имущество обложил крестьян с. Хрустовой контрибуцией в 5 тысяч рублей. К тому времени у населения скопилось громадное количество разного рода оружия от дезертиров, переходивших через Днестр из Бессарабии в Подолию. Помещики обратились к гетманскому уполномоченному при австро-венгерском командовании Восточной армии с требованием принять меры к обнаружению большевистских агитаторов и разоружению населения, в частности в селах Каменка, Грушка, Хрустовая.
После окончательного установления советской власти в селе госкомиссия официально начала процесс землеустройства крестьян. Землемеры делили участки по количеству членов семьи. Хрустовчане с воодушевлением взялись за обработку своих собственных наделов. Но согласно партийной директиве появилась необходимость провести в селах коллективизацию. Крестьяне, получившие земельные наделы, не хотели с ними расставаться. Однако под нажимом властей в 1929 г. часть крестьян объединились в колхоз имени Ленина. К 1934 г. в селе были сформированы пять колхозов: им. Ленина, им. Котовского, им. Ворошилова, им. Кагановича и «Красный партизан».
В годы Великой Отечественной войны в Хрустовой действовала подпольная организация. Её руководителем был секретарь Каменского подпольного райкома партии Яков Алексеевич Кучеров, погибший в 1944 г. в Рыбницкой тюрьме. В марте 1944 г. село было освобождено от оккупантов. Жители Хрустовой принялись восстанавливать разрушенное хозяйство. В 1952 г. все пять колхозов были объединены в один крупный колхоз, который получил название «Путь Ленина». В 1970-е гг. «Путь Ленина» стал колхозом-миллионером. В хозяйстве в основном возделывались преимущественно зерновые и кормовые культуры, овощи, сады. В селе были построены здания средней школы, детсада, Дома культуры, фельдшерско-акушерского пункта, мастерской бытового обслуживания, кафе, магазинов. С 1986 по 2010 гг. колхоз возглавлял Г. Н. Евстратий — человек, пользовавшийся большим авторитетом у сельчан. В феврале 2010 года председателем колхоза был избран Пеньковский Михаил Семенович.
В течение 2010 года планируется завершить газификацию села.